# Chlorure de triphényltétrazolium
Le chlorure de triphényltétrazolium (TTC), souvent appelé chlorure de tétrazolium, est un indicateur rédox couramment utilisé en biochimie et en biologie moléculaire afin notamment de mettre en évidence la respiration cellulaire. Il s'agit d'un composé aromatique et d'un ammonium quaternaire se présentant sous la forme d'une poudre cristallisée de couleur blanche, soluble dans l'eau, l'éthanol et l'acétone, mais insoluble dans l'éther éthylique,.
Le TTC est utilisé pour identifier les tissus au métabolisme actif de ceux qui sont inactifs. Il est en effet réduit en 1,3,5-triphénylformazan (TPF), un colorant de couleur rouge, dans les tissus vivants sous l'effet d'un certain nombre de déshydrogénases, enzymes intervenant dans un grand nombre de voies métaboliques, tandis qu'il demeure blanc dans les tissus nécrosés car ces mêmes enzymes y sont dégradées ou dénaturées. Le TTC a ainsi été utilisé au cours d'autopsies pour caractériser les infarctus du myocarde en soulignant les zones nécrosées dépourvues de lactate déshydrogénase cardiaque.

(en) Coloration en rouge du TTC sous l'effet des déshydrogénases biologiques.

Il est recommandé d'éviter d'exposer le TTC à la chaleur et à la lumière, susceptibles de le rendre instable.